# Back & Forth (Skinny Puppy)
Back & Forth è l'EP di debutto della band canadese Skinny Puppy. Il lavoro, completamente autoprodotto è stato pubblicato nel novembre 1984.

## Il disco
Inizialmente era prevista un'edizione limitata di 50 copie, di cui però solo 35 sono state prodotte. Le prime 15 copie sono state masterizzate regolarmente, le altre 20 sono state masterizzate con minore cura, facendo ottenere loro una qualità leggermente inferiore rispetto alle prime 15.
Quest'album è stato rimasterizzato e ripubblicato nuovamente nel 1992 con il titolo Back and Forth 2 e l'aggiunta di altre tracce.
La copertina dell'album è un fronte-retro sul quale sono rappresentate delle illustrazioni di alieni, del libro Ufos Past, Present, and Future di Robert Emenegger.

## Tracce
Edizione originale
1. Sleeping Beast – 5:46
2. K-9 – 3:37
3. Quiet Solitude – 4:45
4. The Pit – 3:22
5. Dead of Winter – 7:15
6. A.M./Meat Flavour – 1:50
7. Edge of Insanity – 1:30